# Damien Leroy
Damien Leroy (Vail, 8 de abril de 1981) es un deportista estadounidense que compitió en vela en la clase Formula Kite. Ganó una medalla de plata en el Campeonato Mundial de Formula Kite de 2010.

## Palmarés internacional
| \| Campeonato Mundial \| Campeonato Mundial \| Campeonato Mundial \| Campeonato Mundial \| \| Año \| Lugar \| Medalla \| Clase \| \| ------------------ \| ------------------------------ \| ------------------ \| ------------------ \| \| 2010 \| San Francisco (Estados Unidos) \| Medalla de plata \| Formula Kite \| |                                |                  |              |
| Campeonato Mundial |                                |                  |              |
| Año | Lugar                          | Medalla          | Clase        |
| 2010 | San Francisco (Estados Unidos) | Medalla de plata | Formula Kite |